# Даніель Перец
Даніель Перец (івр. דניאל פרץ, нар. 10 липня 2000, Тель-Авів) — ізраїльський футболіст, воротар німецького клубу «Баварія».

## Клубна кар'єра
Народився 10 липня 2000 року в місті Тель-Авів. Вихованець футбольної школи клубу «Маккабі» (Тель-Авів).
У дорослому футболі дебютував 2019 року виступами за команду «Бейтар» (Тель-Авів Бат-Ям), у якій провів один сезон, взявши участь у 32 матчах чемпіонату. Більшість часу, проведеного у складі У складі, був основним голкіпером команди.
До складу клубу «Маккабі» (Тель-Авів) приєднався 2020 року. Станом на 30 жовтня 2022 року відіграв за тель-авівську команду 55 матчів в національному чемпіонаті.

## Виступи за збірні
У 2016 році дебютував у складі юнацької збірної Ізраїлю (U-17), загалом на юнацькому рівні взяв участь у 25 іграх.
З 2021 року залучався до складу молодіжної збірної Ізраїлю. На молодіжному рівні зіграв у 8 офіційних матчах.

## Статистика виступів

### Статистика клубних виступів
| Сезон             | Команда                     | Чемпіонат         | Чемпіонат | Чемпіонат | Національний кубок | Національний кубок | Національний кубок | Континентальні кубки | Континентальні кубки | Континентальні кубки | Інші змагання | Інші змагання | Інші змагання | Усього | Усього | Усього |
| Сезон             | Команда                     | Ліга              | Ігор      | Голів     | Ліга               | Ігор               | Голів              | Ліга                 | Ігор                 | Голів                | Ліга          | Ігор          | Голів         | Ігор   | Голів  |        |
| ----------------- | --------------------------- | ----------------- | --------- | --------- | ------------------ | ------------------ | ------------------ | -------------------- | -------------------- | -------------------- | ------------- | ------------- | ------------- | ------ | ------ | ------ |
| 2019–20           | «Маккабі» (Тель-Авів)       | LL                | 32        | -44;2     | КІ+КТ              | 0                  | 0                  |                      | -                    | -                    |               | -             | -             | 32     | -44;2  |        |
| 2020–21           | «Бейтар» (Тель-Авів Бат-Ям) | ЧІ                | 0         | 0         | КІ+КТ              | 0+1                | 0                  | ЛЧ+ЛЄ                | 0                    | 0                    |               | -             | -             | 1      | 0      |        |
| 2021–22           | «Маккабі» (Тель-Авів)       | ЧІ                | 5         | -7        | КІ+КТ              | 0                  | 0                  | ЛК                   | 8                    | -4                   | СкІ           | 1             | -2            | 14     | -13    |        |
| Усього за кар'єру | Усього за кар'єру           | Усього за кар'єру | 37        | -51;2     |                    | 1                  | 0                  |                      | 8                    | -4                   |               | 1             | -2            | 47     | -57;2  |        |

## Титули і досягнення
- Чемпіон Німеччини (1):

«Баварія»: 2024-25